# Gobierno de Jeanine Áñez
El Gobierno de Jeanine Áñez se desarrolló desde el 12 de noviembre de 2019, hasta el 8 de noviembre de 2020, tras la renuncia de Evo Morales. A consecuencia de las protestas suscitadas posterior a las elecciones presidenciales de 2019. Así como también el informe de auditoría de la OEA, que derivó en la sugerencia de renuncia hacia Evo Morales, por parte de las Fuerzas Armadas de Bolivia (FAB), la Policía Boliviana y la Central Obrera Boliviana (COB).
De acuerdo al artículo 169.I de la Constitución y a la sentencia constitucional 0003/01 del 31 de julio de 2001 del Tribunal Constitucional, la asunción de Añez se realizó ipso facto, para prevalecer el Estado constitucional de derecho, en el cual, el órgano ejecutivo de forma integral no se encuentre suspendido y con vacío de poder.
Dicho gobierno tuvo como objetivo principal el llamado a elecciones generales, para el año 2020, tras la anulación por unanimidad de las elecciones generales del 20 de octubre de 2019, por parte de la Asamblea Legislativa Plurinacional. Todo ello tras detectarse una serie de protestas ante los resultados electorales, en los que los partidos políticos derrotados y varios comités cívicos, alegaron "fraude", apoyándose en el informe preliminar de la Organización de los Estados Americanos (OEA) y posteriormente en su informe final. Posteriores investigaciones de expertos de la Universidad de Míchigan y del MIT afirmaron que las elecciones no habían sido manipuladas y que el informe de la OEA no era válido.

## Toma de mando
Áñez tomó el mando el 12 de noviembre de 2019, mediante el proceso de sucesión presidencial amparado en los artículos 169 y 170 de la Constitución, en cumplimiento de la Declaración Constitucional 0003/01 de 31 de julio de 2001, posteriormente validada por el Tribunal Constitucional Plurinacional, ante el vacío de poder causado por las renuncias de Evo Morales, Álvaro García Linera y los presidentes de ambas cámaras legislativas.
Políticos como el expresidente Carlos Mesa y el nuevo partido oficialista Movimiento Demócrata Social felicitaron a Áñez. La nueva presidente interina juramentó con una biblia, lo que ocasionó diversas reacciones.

### Línea de sucesión constitucional
Desde la renuncia de Evo Morales, el 10 de noviembre de 2019, a causa de la crisis política, hasta la asunción de Jeanine Áñez, Bolivia vivió un periodo de acefalía y desgobierno. Esta situación se dio porque renunciaron Álvaro García Linera (Vicepresidente de Bolivia), Adriana Salvatierra (Presidente de la Cámara de Senadores), Rubén Medinaceli (Primer Vicepresidente de la Cámara de Senadores) y Víctor Borda (Presidente de la Cámara de Diputados); cargos que, según la Constitución de 2009, podían asumir la presidencia por la sucesión constitucional.
Entre el 10 y 12 de noviembre se trató de que la Asamblea Legislativa sesione para aceptar o rechazar la renuncia de Morales y elegir presidente de Estado, pero dada la inasistencia de asambleístas del Movimiento al Socialismo, quienes pedían garantías para sesionar ante la toma física del palacio legislativo por parte de grupos cívicos, ciudadanos y elementos parapoliciales; el Tribunal Constitucional Plurinacional interviene y reconoce la proclamación de Añez, como presidenta por sucesión, a través de una Sentencia Constitucional.
| Línea de sucesión presidencial de Bolivia | Línea de sucesión presidencial de Bolivia   | Línea de sucesión presidencial de Bolivia | Línea de sucesión presidencial de Bolivia | Línea de sucesión presidencial de Bolivia | Línea de sucesión presidencial de Bolivia | Línea de sucesión presidencial de Bolivia                                                                                                 |
|                                           | Cargo                                       | Titular                                   | Titular                                   | Partido político                          | Partido político                          | Motivo |
| ----------------------------------------- | ------------------------------------------- | ----------------------------------------- | ----------------------------------------- | ----------------------------------------- | ----------------------------------------- | --- |
|                                           | Presidente del Estado                       |                                           | Evo Morales                               |                                           | MAS-IPSP                                  | Renunció el 10 de noviembre de 2019. |
| 1º                                        | Vicepresidente del Estado                   |                                           | Álvaro García Linera                      |                                           | MAS-IPSP                                  | Renunció el 10 de noviembre de 2019. |
| 2º                                        | Presidenta de la Cámara de Senadores        |                                           | Adriana Salvatierra                       |                                           | MAS-IPSP                                  | Renunció el 10 de noviembre de 2019. |
| -                                         | 1º Vicepresidente de la Cámara de Senadores |                                           | Rubén Medinaceli Ortiz                    |                                           | MAS-IPSP                                  | Renunció el 10 de noviembre de 2019. |
| -                                         | 2º Vicepresidenta de la Cámara de Senadores |                                           | Jeanine Añez                              |                                           | UD                                        | Se proclamó presidenta de Bolivia el 12 de noviembre de 2019.                                                                             |
| 3º                                        | Presidente de la Cámara de Diputados        |                                           | Víctor Borda                              |                                           | MAS-IPSP                                  | Renunció el 10 de noviembre de 2019. |
| -                                         | 1º Vicepresidenta de la Cámara de Diputados |                                           | Susana Rivero Guzmán                      |                                           | MAS-IPSP                                  | Renunció el 14 de noviembre de 2019. |
| -                                         | 2º Vicepresidenta de la Cámara de Diputados |                                           | Margarita Fernández                       |                                           | UD                                        | Se proclamó presidenta de la cámara de diputados el 12 de noviembre de 2019, pero la sentencia 052/2021 del TCP no avaló su proclamación. |

## Gabinete Ministerial
De los 20 ministros que acompañaron a Jeanine Áñez, solo 7 fueron políticos de carrera al igual que ella, con una larga trayectoria política, entre ellos tenemos a los siguientes; Arturo Murillo, Yerko Núñez, Eliane Capobianco, Víctor Hugo Zamora, María Elva Pinckert, Oscar Mercado y Victor Hugo Cárdenas en cambio los restantes 13 ministros son solamente técnicos.
| Cargo                                               | Nombre                             | Período como Ministro                             | Tiempo de Duración en el Cargo |
| --------------------------------------------------- | ---------------------------------- | ------------------------------------------------- | ------------------------------ |
| Ministro de Relaciones Exteriores                   | Karen Longaric Rodríguez           | 13 de noviembre de 2019 - 8 de noviembre de 2020  | 11 meses y 25 días             |
| Ministro de la Presidencia                          | Jerjes Justiniano Atalá            | 13 de noviembre de 2019 - 3 de diciembre de 2019  | 20 días                        |
| Ministro de la Presidencia                          | Yerko Núñez Negrette               | 3 de diciembre de 2019 - 8 de noviembre de 2020   | 11 meses y 5 días              |
| Ministro de Gobierno                                | Arturo Murillo Prijic              | 13 de noviembre de 2019 - 8 de noviembre de 2020  | 11 meses y 25 días             |
| Ministro de Defensa                                 | Luis Fernando López Julio          | 13 de noviembre de 2019 - 8 de noviembre de 2020  | 11 meses y 25 días             |
| Ministro de Economía y Finanzas Públicas            | José Luis Parada Rivero            | 13 de noviembre de 2019 - 7 de julio de 2020      | 7 meses y 24 días              |
| Ministro de Economía y Finanzas Públicas            | Óscar Ortiz Antelo                 | 7 de julio de 2020 - 28 de septiembre de 2020     | 2 meses y 21 días              |
| Ministro de Economía y Finanzas Públicas            | Branko Marinković Jovićevic        | 28 de septiembre de 2020 - 8 de noviembre de 2020 | 1 mes y 10 días                |
| Ministro de Planificación del Desarrollo            | Carlos Melchor Díaz Villavicencio  | 15 de noviembre de 2019 - 4 de agosto de 2020     | 8 meses y 19 días              |
| Ministro de Planificación del Desarrollo            | Branko Marinković Jovićevic        | 5 de agosto de 2020 - 28 de septiembre de 2020    | 1 mes y 22 días                |
| Ministro de Planificación del Desarrollo            | Gonzalo José Silvestre Quiroga     | 28 de septiembre de 2020 - 8 de noviembre de 2020 | 1 mes y 10 días                |
| Ministro de Hidrocarburos                           | Víctor Hugo Zamora Castedo         | 14 de noviembre de 2019 - 8 de noviembre de 2020  | 11 meses y 24 días             |
| Ministro de Energía                                 | Rodrigo Guzmán Collao              | 13 de noviembre de 2019 - 8 de noviembre de 2020  | 11 meses y 25 días             |
| Ministro de Desarrollo Productivo y Economía Plural | Wilfredo Rojo Parada               | 14 de noviembre de 2019 - 8 de mayo de 2020       | 5 meses y 24 días              |
| Ministro de Desarrollo Productivo y Economía Plural | Óscar Ortiz Antelo                 | 8 de mayo de 2020 - 7 de julio de 2020            | 1 mes y 30 días                |
| Ministro de Desarrollo Productivo y Economía Plural | José Abel Martínez Mrden           | 7 de julio de 2020 - 28 de septiembre de 2020     | 2 meses y 21 días              |
| Ministro de Desarrollo Productivo y Economía Plural | Adhemar Guzmán Ballivián           | 29 de septiembre de 2020 - 8 de noviembre de 2020 | 1 mes y 9 días                 |
| Ministro de Obras Públicas Servicios y Vivienda     | Yerko Núñez Negrette               | 13 de noviembre de 2019 - 3 de diciembre de 2019  | 20 días                        |
| Ministro de Obras Públicas Servicios y Vivienda     | Iván Arias Durán                   | 3 de diciembre de 2019 - 8 de noviembre de 2020   | 11 meses y 5 días              |
| Ministro de Minería y Metalurgia                    | Carlos Fernando Huallpa Sunaga     | 18 de noviembre de 2019 - 8 de mayo de 2020       | 5 meses y 20 días              |
| Ministro de Minería y Metalurgia                    | Fernando Iván Vásquez Arnez        | 8 de mayo de 2020 - 30 de mayo de 2020            | 22 días                        |
| Ministro de Minería y Metalurgia                    | Jorge Fernando Oropeza Terán       | 12 de junio de 2020 - 8 de noviembre de 2020      | 4 meses y 26 días              |

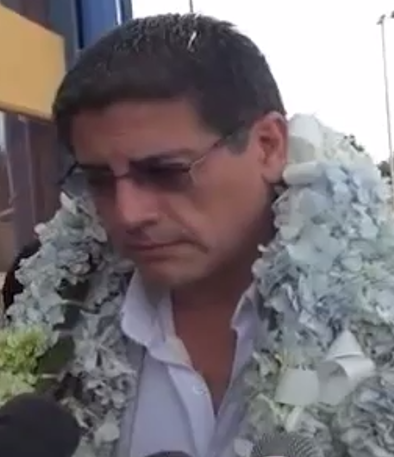
Uno de los primeros ministros en ser destituido por Jeanine Añez Chávez fue el ministro de la presidencia Jerjes Justiniano Atalá.

| Ministro de Justicia                                | Álvaro Eduardo Coimbra Cornejo     | 13 de noviembre de 2019 - 8 de noviembre de 2020  | 11 meses y 25 días             |
| Ministro de Trabajo                                 | Óscar Bruno Mercado                | 3 de diciembre de 2019 - 28 de septiembre de 2020 | 9 meses y 25 días              |
| Ministro de Trabajo                                 | Álvaro Tejerina Olivera            | 28 de septiembre de 2020 - 8 de noviembre de 2020 | 1 mes y 10 días                |
| Ministro de Salud                                   | Aníbal Cruz Senzano                | 14 de noviembre de 2019 - 8 de abril de 2020      | 4 meses y 24 días              |
| Ministro de Salud                                   | Marcelo Navajas Salinas            | 8 de abril de 2020 - 20 de mayo de 2020           | 1 mes y 12 días                |
| Ministro de Salud                                   | María Eidy Roca Justiniano         | 20 de mayo de 2020 - 8 de noviembre de 2020       | 5 meses y 19 días              |
| Ministro de Medio Ambiente y Agua                   | María Elva Pinckert Vaca           | 13 de noviembre de 2019 - 8 de noviembre de 2020  | 11 meses y 25 días             |
| Ministro de Educación, Deportes y Culturas          | Virginia Patty Torres              | 18 de noviembre de 2019 - 28 de enero de 2020     | 2 meses y 10 días              |
| Ministro de Educación, Deportes y Culturas          | Víctor Hugo Cardenas Conde         | 28 de enero de 2020 - 8 de noviembre de 2020      | 9 meses y 11 días              |
| Ministro de Desarrollo Rural y Tierras              | Mauricio Samuel Ordoñez Castillo   | 13 de noviembre de 2019 - 28 de enero de 2020     | 2 meses y 15 días              |
| Ministro de Desarrollo Rural y Tierras              | Beatriz Eliane Capobianco Sandoval | 28 de enero de 2020 - 8 de noviembre de 2020      | 9 meses y 11 días              |
| Ministro de Culturas y Turismo                      | Martha Yujra Apaza                 | 14 de noviembre de 2019 - 4 de junio de 2020      | 6 meses y 20 días              |
| Ministro de Comunicación                            | Roxana Lizárraga Vera              | 13 de noviembre de 2019 - 26 de enero de 2020     | 2 meses y 13 días              |
| Ministro de Comunicación                            | María Isabel Fernández Suárez      | 28 de enero de 2020 - 4 de junio de 2020          | 4 meses y 7 días               |
| Ministro de Deportes                                | Milton Navarro Mamani              | 14 de noviembre de 2019 - 4 de junio de 2020      | 6 meses y 20 días              |

### Patrimonio del gabinete ministerial
Según la "Ley 004 Marcelo Quiroga Santa Cruz", toda servidora y servidor público, empezando por el Presidente de Bolivia y terminando hasta el último funcionario público, están obligados a presentar su declaración jurada de bienes y rentas ante la Contraloría General del Estado.
La falsedad en su declaración jurada, omitir u ocultar bienes, o el alterar y adulterar los datos del patrimonio, son considerados delitos graves y se encuentra penado por ley, con una sanción privativa de libertad de 4 años de cárcel. Asimismo la norma también señala que todas las declaraciones juradas son públicas para el conocimiento de cualquier ciudadano boliviano.
La siguiente lista muestra el patrimonio de las ministras y ministros de estado del gobierno de Jeanine Áñez Chávez según su propia declaración jurada. El ministro con mayor fortuna fue Branko Marinković con un patrimonio de alrededor de 47,6 millones de bolivianos (unos 6,9 millones de dólares) antes de ingresar al cargo público ministerial.
| 1°  | Branko Marinković Jovicevic       | USD 6 902 494 | Bs 47 675 680 | Hasta el 29/09/2020 |
| 2°  | Arturo Murillo Prijic             | USD 1 609 501 | Bs 11 116 864 | Hasta el 29/09/2020 |
| 3°  | Oscar Ortiz Antelo                | USD 823 591   | Bs 5 688 564  | Hasta el 20/08/2020 |
| 4°  | Adhemar Guzmán Ballivián          | USD 720 648   | Bs 4 962 321  | Hasta el 30/09/2020 |
| 5°  | Wilfredo Rojo Parada              | USD 641 624   | Bs 4 427 100  | Hasta el 29/09/2020 |
| 6°  | Luis Fernando López Julio         | USD 640 538   | Bs 4 421 944  | Hasta el 29/09/2020 |
| 7°  | Jerjes Justiniano Atalá           | USD 591 538   | Bs 4 085 771  | Hasta el 14/11/2019 |
| 8°  | Yerko Núñez Negrette              | USD 415 671   | Bs 2 870 775  | Hasta el 29/09/2020 |
| 9°  | Iván Arias Durán                  | USD 236 693   | Bs 1 629 852  | Hasta el 23/10/2020 |
| 10° | Álvaro Coimbra Cornejo            | USD 187 622   | Bs 1 291 949  | Hasta el 14/11/2019 |
| 11° | Karen Longaric Rodríguez          | USD 183 213   | Bs 1 265 458  | Hasta el 27/08/2020 |
| 12° | María Eidy Roca Justiniano        | USD 161 198   | Bs 1 110 000  | Hasta el 18/02/2012 |
| 13° | Jorge Fernando Oropeza Terán      | USD 133 754   | Bs 921 020    | Hasta el 15/06/2020 |
| 14° | José Abel Martínez Mrden          | USD 111 551   | Bs 768 131    | Hasta el 30/09/2020 |
| 15° | Álvaro Rodrigo Guzmán Collao      | USD 91 035    | Bs 628 338    | Hasta el 30/07/2020 |
| 16° | Carlos Melchor Díaz Villavicencio | USD 90 169    | Bs 622 805    | Hasta el 10/08/2020 |
| 17° | Gonzalo Quiroga Soria             | USD 90 292    | Bs 623 000    | Hasta el 29/09/2020 |
| 18° | Aníbal Antonio Cruz Senzano       | USD 89 606    | Bs 617 020    | Hasta el 02/06/2020 |
| 19° | Mauricio Samuel Ordóñez Castillo  | USD 76 044    | Bs 523 633    | Hasta el 29/01/2020 |
| 20° | Victor Hugo Zamora Castedo        | USD 68 853    | Bs 475 076    | Hasta el 15/11/2019 |
| 21° | Oscar Bruno Mercado Céspedes      | USD 59 663    | Bs 410 840    | Hasta el 01/10/2020 |
| 22° | Roxana Lizárraga Vera             | USD 43 455    | Bs 299 228    | Hasta el 26/01/2020 |
| 23° | Álvaro Tejerina Olivera           | USD 31 513    | Bs 217 000    | Hasta el 29/09/2020 |
| 24° | Fernando Iván Vásquez Arnez       | USD 28 571    | Bs 196 740    | Hasta el 03/06/2020 |
| 25° | Isabel Fernández Suárez           | USD 26 474    | Bs 182 304    | Hasta el 10/06/2020 |
| 26° | Eliane Capobianco Sandoval        | USD 25 516    | Bs 175 705    | Hasta el 29/01/2020 |
| 27° | Martha Yujra Apaza                | USD 21 913    | Bs 150 892    | Hasta el 19/10/2020 |
| 28° | Virginia Patty Torres             | USD 4 800     | Bs 33 025     | Hasta el 11/02/2020 |
| 29° | Milton Navarro Mamani             | USD 1 500     | Bs 10 300     | Hasta el 28/09/2020 |

## Fuerzas Armadas
El 13 de noviembre de 2019 designó al general Sergio Carlos Orellana Centellas como comandante en jefe de las Fuerzas Armadas de Bolivia, en reemplazo de Williams Kaliman,  el general que le sugirió a Evo Morales que debía renunciar a fin de encontrar una solución a las protestas y el estado de convulsión popular. En la misma fecha, el gobierno de Jeanine Áñez designó a los comandantes generales del Ejército, la Fuerza Aérea y la Armada, disipando cualquier sospecha de que estaría ocurriendo un golpe de parte del alto mando militar.
En enero de 2020, el gobierno ordenó el cierre del instituto de formación militar Escuela de Comando Antiimperialista General Juan José Torres (antes Escuela del ALBA) creado en 2011 por Evo Morales, integrándolo a la Escuela Militar de Ingeniería con el nuevo nombre a Héroes de Ñancahuazú. El nombre es un homenaje a los militares bolivianos que combatieron al grupo conocido como guerrilla de Ñancahuazú, enfrentamientos que culminaron con la muerte de Ernesto Che Guevara y la mayor parte de sus compañeros.

## Política económica
Si bien la pandemia mundial del COVID-19 afectó a todas las economías del mundo, cabe mencionar que la economía boliviana fue una de las que más ha caído drásticamente en América Latina durante el gobierno de Jeanine Áñez.
| 1°                                                             | Paraguay             | - 0,82 % |
| 2°                                                             | Guatemala            | - 1,51 % |
| 3°                                                             | Nicaragua            | - 1,97 % |
| 4°                                                             | Haití                | - 3,34 % |
| 5°                                                             | Brasil               | - 3,87 % |
| 6°                                                             | Costa Rica           | - 4,05 % |
| 7°                                                             | Chile                | - 6,06 % |
| 8°                                                             | Uruguay              | - 6,11 % |
| 9°                                                             | República Dominicana | - 6,72 % |
| Promedio                                                       | América Latina       | - 6,76 % |
| 10°                                                            | Colombia             | - 7,04 % |
| 11°                                                            | Ecuador              | - 7,78 % |
| 12°                                                            | El Salvador          | - 7,94 % |
| 13°                                                            | México               | - 8,16 % |
| 14°                                                            | Bolivia              | - 8,73 % |
| 15°                                                            | Honduras             | - 8,96 % |
| 16°                                                            | Argentina            | - 9,89 % |
| 17°                                                            | Perú                 | - 11,0 % |
| 18°                                                            | Panamá               | - 17,9 % |
| 19°                                                            | Venezuela            | - 30,0 % |
| Fuente: Fondo Monetario Internacional FMI (5 de julio de 2022) |                      |          |

## Política de salud

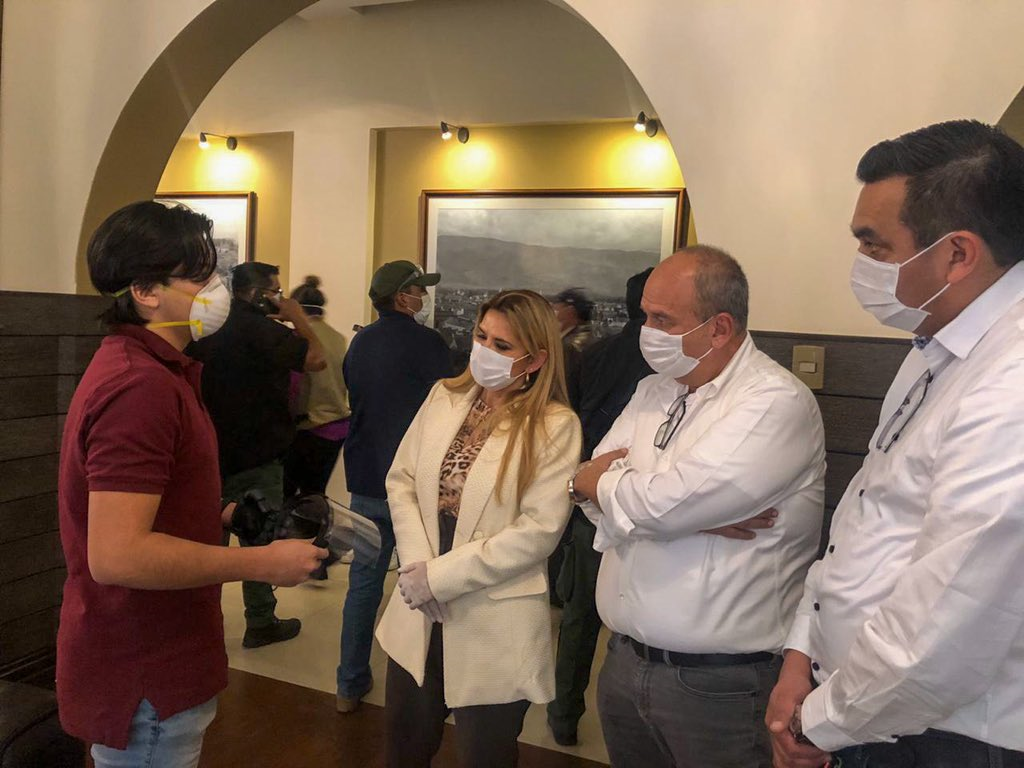
Áñez y el ministro Arturo Murillo visitando a Leonardo Vizcarra, un adolescente boliviano que fabricó protectores faciales para la población.

Los primeros casos confirmados importados de la enfermedad por coronavirus se dieron a conocer la noche del 10 de marzo de 2020, mediante un comunicado oficial del Ministro de salud Aníbal Cruz Senzano. Las 2 personas contagiadas con COVID-19 eran dos mujeres de 60 y 64 años que habían regresado desde Italia y Estados Unidos. Ambas pacientes fueron detectadas como pacientes cero en los departamentos de Oruro y Santa Cruz.
Al día siguiente, 11 de marzo, la Organización Mundial de la Salud  declaró al COVID-19 como pandemia global. Ese mismo día el gobierno transitorio de Bolivia declaró la “emergencia nacional”. Se estableció la suspensión del transporte terrestre de pasajeros, la reducción de la jornada laboral y de las horas de apertura de los centros de abastecimiento, entre otras medidas. 

A partir del 26 de marzo se impuso el "estado de emergencia sanitaria", que implicó el endurecimiento de las medidas de confinamiento, el cierre total de fronteras, la prohibición de circulación de vehículos no esenciales y otras medidas restrictivas. El Tribunal Supremo Electoral decretó la postergación, sin fecha determinada, de las elecciones presidenciales previstas para el 3 de mayo de 2020.
En abril, diversas autoridades advirtieron acerca de la debilidad del sistema sanitario boliviano, e instaron a la población a respetar de modo estricto las medidas de prevención. El 14 de abril la presidenta interina de Bolivia anunció la extensión por dos semana de las medidas de cuarentena. Finalizada esta etapa, se dispuso una nueva extensión hasta el 10 de mayo, que fue nuevamente prorrogada hasta el 31 de mayo para el departamento de Santa Cruz y la ciudad de La Paz.
El 28 de mayo, mediante el Decreto Supremo N° 4245, se estableció la cuarentena nacional, condicionada y dinámica hasta el 30 de junio de 2020.
El sistema sanitario boliviano se vio prácticamente colapsado a partir de junio de 2020. Los centros de salud llegaron al límite de admisión de pacientes, cientos de personas murieron sin atención hospitalaria, y los cementerios quedaron saturados.
El 1 de agosto de 2020 las autoridades dispusieron ampliar el plazo de la cuarentena nacional condicionada y dinámica hasta el 31 de agosto. 
El gobierno de Jeanine Áñez estableció el fin del ciclo lectivo, sin opción de actividades educativas virtuales. Esta medida fue fuertemente criticada. Unicef advirtió acerca de la "terrible pérdida" que representa para los estudiantes y ofreció su colaboración a fin de que la actividad escolar no se cancele totalmente.

## Política exterior

### Relaciones con Estados Unidos
El 14 de noviembre de 2019, el secretario de Estado de Estados Unidos, Mike Pompeo, fue el portavoz de la decisión de la administración de Donald Trump, reconociendo al gobierno de Jeanine Áñez desde que esta asumió el cargo de presidente.
En enero de 2020, el subsecretario de Estado para Asuntos Políticos, David Hale, anunció durante una visita a Bolivia la intención de Washington de reanudar los lazos diplomáticos completos con La Paz, así como la determinación de enviar un nuevo embajador al país.

### Relaciones con Israel
El 11 de diciembre de 2019, se emitió el Decreto Supremo 4107 que elimina la visa para el ingreso de turistas de Israel.

### Relaciones con México

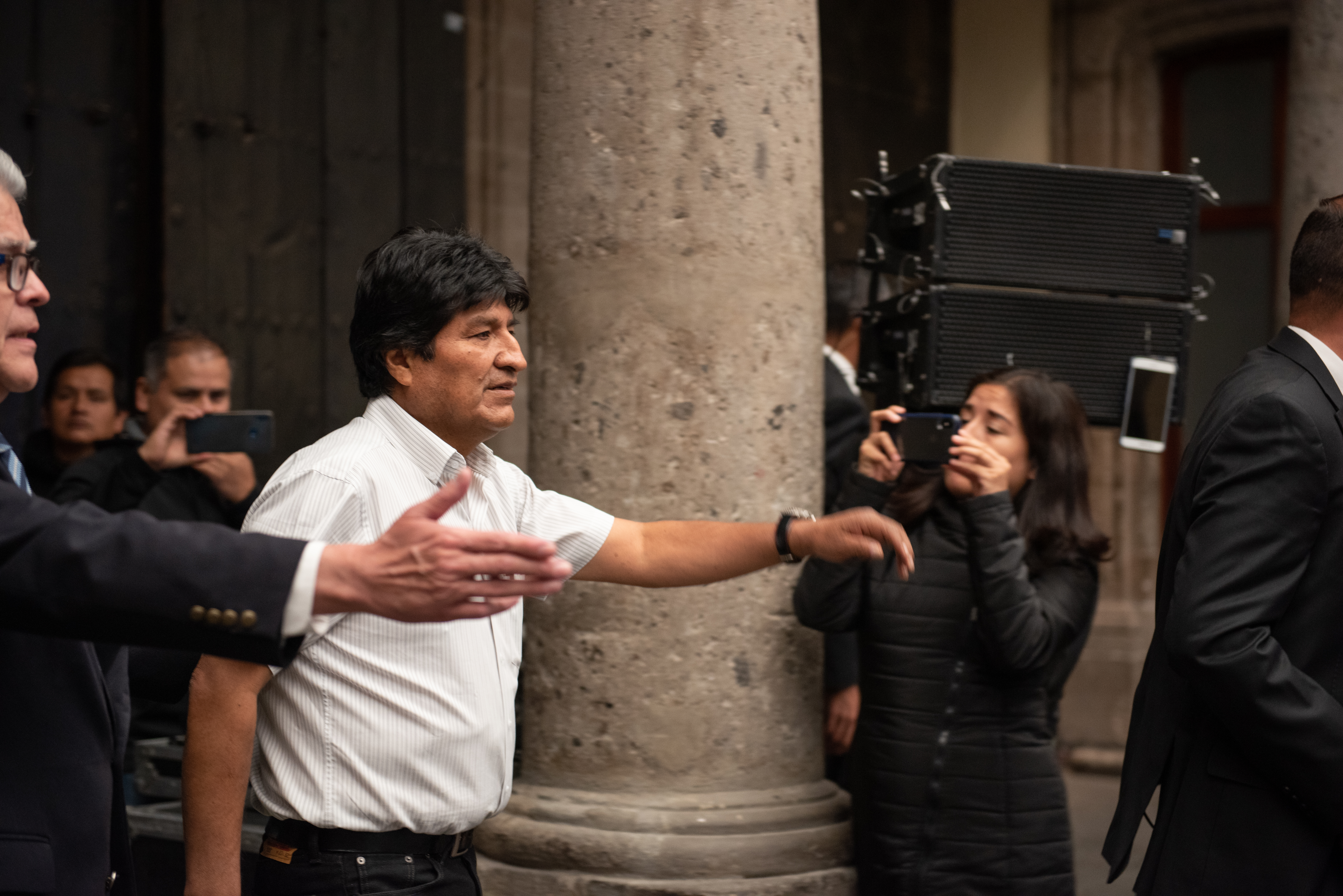
Evo Morales en su asilo político en México.

Las relaciones diplomáticas entre México y Bolivia se tornaron difíciles después de que el gobierno de Andrés Manuel López Obrador ofreciera asilo a Evo Morales. Poco después de su llegada, Evo Morales brindó conferencias de prensa, concedió entrevistas y se reunió con distintas personalidades mexicanas. 
El gobierno de Áñez manifestó su descontento con el gobierno de México por permitir que Evo Morales se refiriera a la política interna boliviana. Según el gobierno, México estaba violando los principios de asilo político, además de introducirse en los asuntos bolivianos mediante Morales.

Varios exfuncionarios bolivianos buscaron asilo en la embajada mexicana en La Paz, entre ellos los exministros Juan Ramón Quintana Taborga, Wilma Alanoca Mamani y Javier Eduardo Zavaleta López. El gobierno de Bolivia expidió órdenes de arresto contra cuatro de ellos y exigió que las autoridades mexicanas los entregaran. Ante la negativa, la embajada fue rodeada por un grupo de agentes policiales y sobrevolada por drones en un acto que el canciller mexicano calificó de "hostigamiento". 
El 30 de diciembre de 2019, Áñez ordenó la salida del país de la embajadora mexicana y de otros diplomáticos.

### Relaciones con Venezuela
Bolivia bajo mando de Áñez rompió relaciones con el gobierno de Nicolás Maduro, y en su lugar reconoció a Juan Guaidó como presidente de Venezuela.

### Relaciones con Cuba
El ministro de gobierno de Bolivia, Arturo Murillo, aseguró que cuatro médicos cubanos estaban inmersos en las protestas de octubre por lo que fueron capturados, por dicha decisión, el gobierno de Cuba ordenó retirar a sus médicos que se encontraban en el país sudamericano haciendo labor social.

### Relaciones con España
El 27 de diciembre de 2019, el gobierno de la presidenta Jeanine Áñez Chávez expulsó de Bolivia a 2 altos diplomáticos españoles, sobre la base de que diplomáticos españoles intentaron entrar de forma "subrepticia" en la embajada de México, presuntamente para facilitar la salida de Juan Ramón Quintana, exministro de la presidencia, refugiado en la sede diplomática.

A su vez, España respondió expulsando a 3 diplomáticos bolivianos, "en reciprocidad al gesto hostil del Gobierno interino de Bolivia".

### Relaciones con Argentina
Hacia mitad de noviembre de 2019, un grupo de periodistas argentinos se trasladó a Bolivia a los fines de desarrollar su trabajo profesional. Debido a las amenazas y maltratos recibidos debieron refugiarse en sede diplomática argentina en La Paz. El entonces embajador argentino expresó su preocupación acerca de la seguridad de los periodistas, que finalmente fueron evacuados pocas horas después.

Luego del inicio de la presidencia de Alberto Fernández en Argentina, las relaciones bilaterales entre ambos países se redujeron a su expresión mínima, continuando en aspectos comerciales, migratorios o policiales. Según declaraciones de Karen Longaric, ministra de Relaciones Exteriores de Bolivia, "La relación bilateral con Argentina está prácticamente paralizada".

### Relaciones con la comunidad internacional
La canciller Karen Longaric anunció que Bolivia se retiraría de la Alianza Bolivariana para los Pueblos de Nuestra América (ALBA), y su alejamiento con la UNASUR.
Según la nueva cancillería, 80% de los embajadores a nivel mundial que representaban a Bolivia desde el gobierno de Evo Morales fueron cesados del cargo.

## Política social

### Cambios simbólicos

Imagen de Gobierno de Jeanine Añez.

El gobierno de Jeanine Áñez se caracterizó por efectuar cambios simbólicos, como el hecho de entrar al Palacio Quemado con una Biblia, palacio que además uso como sede gubernamental a diferencia del anterior gobierno que había trasladado la sede gubernamental a la Casa Grande del Pueblo, aunque los ministerios y otras oficinas gubernamentales del poder ejecutivo continuaron con su funcionamiento dentro del nuevo edificio; estableció un logo institucional para representar su gobierno, de uso obligatorio para los Ministerios y Viceministerios del Órgano Ejecutivo, el cual consistía en el Escudo de Bolivia de color blanco con lineamientos de color negro, en la parte inferior dos líneas que representaban los colores de la Bandera de Bolivia y Wiphala, al medio dos flores de patujú. Implementó la bandera de la flor de patujú como representación de los pueblos indígenas del oriente boliviano en conjunto con la ya implementada Wiphala en los actos oficiales y refundar el periódico Cambio como Bolivia.
En octubre de 2020 Jeanine Áñez homenajeó a los militares bolivianos que dieron muerte a Ernesto "Che" Guevara diciendo "Felicidades por la derrota del invasor comunista", en un acto frente a los soldados que participaron de la campaña de 1967 y que actualmente forman parte de la Confederación de Excombatientes de Ñancahuazú.

### «Pacificación» del país
Por la condición extraordinaria en la que Áñez tomó el poder, el país se encontraba aún inmerso en las protestas a nivel nacional que no acabaron con la renuncia de Evo Morales. En la ciudad de Sacaba, el 15 de noviembre, cinco cocaleros murieron durante enfrentamientos con la policía antidisturbios. Varios sectores de la ciudad de El Alto también se declararon en contra del gobierno de Áñez. Entre el 22 y 25 de noviembre de 2019 un equipo de la CIDH investigó y constató 36 muertes y más de 500 heridos en las localidades de Senkata y Sacaba, ocasionados por la represión militar avalado por el decreto 4078 promulgado por Jeanine Añez, que la Comisión Interamericana de Derechos Humanos califica como la masacres.

#### Puente aéreo para las zonas bloqueadas
El 17 de noviembre, el ministro de la Presidencia Jerjes Justiniano anunció que se activaron varios puentes aéreos para enviar abastecimiento a ciudades como La Paz, Cochabamba y Sucre, que se encontraban bloqueadas por los huelguistas.
El 19 de noviembre, un grupo de partidarios del expresidente Morales bloquearon el acceso a una refinería de petróleo en El Alto. Militares y policías liberaron el bloqueo, con el resultado de tres personas muertas y otras treinta heridas.

#### Mesa de diálogo
El 18 de noviembre, la ministra de Comunicación Roxana Lizárraga anunció que se iniciará el proceso de diálogo con todo los involucrados en las manifestaciones, iniciado con los de las ciudades de El Alto y La Paz.

## Comicios
El gobierno de Áñez anunció que llamaría a nuevas elecciones nacionales en donde no participaría Evo Morales.

Lo más pronto posible vamos a convocar elecciones y conformar un Tribunal Electoral que nos dé garantías (...) Si lo conseguimos hasta el 22 de enero, bien, pero los tiempos tienen que contar, aunque no hay intención de prorroguismo.

La fecha inicialmente prevista para estas elecciones era el domingo 3 de mayo de 2020. El TSE aplazó por 14 días el calendario electoral, creando una fecha provisional de las elecciones el domingo 17 de mayo como medida para salvaguardar la salud de la población en el marco de la pandemia de COVID-19. Posteriormente, el TSE propuso una fecha tentativa entre el 7 de junio y el 6 de septiembre.

## Reconocimiento internacional
A nivel internacional diversos gobiernos y organismos se posicionaron a favor o en contra del gobierno de Jeanine Áñez, se encuentran los siguientes:
Reconocen al gobierno interino:
- Países: Brasil,[100] Colombia,[100] Ecuador,[101] Guatemala,[100] Reino Unido,[100] Estados Unidos,[100] Rusia,[100] Marruecos,[102] Uruguay.[103]
- Organizaciones: Unión Europea,[100] OEA.[104]
- Otros: Juan Guaidó, presidente de la Asamblea Nacional de Venezuela y proclamado presidente de Venezuela[100]

No reconocen al gobierno interino:
- Países: Cuba, Nicaragua,[105] Venezuela,[100] Argentina,[106][107] México.[108]
- Organizaciones: Mercosur,[109] ALBA.[110]

No se han pronunciado al respecto:
- Países: Costa Rica,[111] Panamá.[112]
- Organizaciones: ONU.[113][114]

## Controversias

### Reacciones ante informes que contradicen un fraude
En marzo de 2020, dos investigadores estadounidenses del Instituto Tecnológico de Massachusetts (MIT), publicaron en el periódico estadounidense The Washington Post, una redacción que contradice  a la auditoría electoral e informe final de la OEA, avalando un triunfo de Evo Morales en las pasadas elecciones generales del 20 de octubre de 2019.
Inmediatamente, la OEA alegó que dicho artículo no había tenido en cuenta la manipulación de actas, suspensión del conteo rápido, el cambio inexplicable de la tendencia de votos y la presencia de servidores informáticos ocultos. La Organización de Estados Americanos se ratificó en su posición respecto a las elecciones anuladas en Bolivia.
Días después, el Instituto Tecnológico de Massachusetts le envió una carta oficial a la Embajada de Bolivia en EE. UU. para aclarar que no realizó ni ordenó realizar dicho estudio que señalaba la inexistencia de fraude electoral en las elecciones generales. En el comunicado también se explica que, si bien el informe fue realizado por dos investigadores que trabajan en un laboratorio de investigación electoral del MIT, este trabajo lo hicieron por cuenta propia y fuera de su trabajo habitual. El Instituto Tecnológico de Massachusetts aclara también que sus dos investigadores fueron contratados por el Centro de Investigación Económica y Política, una organización de carácter ideológico con sede en Washington.
En junio de 2020, Nicolás Idrobo, Dorothy Kronick (ambos de la Universidad de Pensilvania) y Francisco Rodríguez (Universidad Tulane) publicaron un trabajo de investigación en el cual señalaron que el análisis de la OEA sobre los datos computados a última hora fue defectuoso y que no había evidencia estadística que sugiriera la existencia de fraude. Los investigadores señalaron que las variaciones que los observadores de la OEA encontraron "inexplicables" podían responder a factores ajenos a la posibilidad de fraude.

### Transgénicos
El gobierno interino promulgó el 7 de mayo de 2020 un Decreto Supremo (D.S. 4232) que autorizaba "evaluar" algunas semillas transgénicas con el objeto de lograr su aprobación y cultivo en Bolivia. La propia Ministra de Desarrollo Rural y Tierras Eliane Capobianco presentó el decreto ante la opinión pública mostrando alimentos procesados como M&M's y Snickers, un gesto que generó polémica.
Esta acción fue criticada por el Movimiento al Socialismo, por organizaciones ecologistas y por el propio Comité Nacional para la Defensa de la Democracia (uno de los impulsores de las protestas de octubre).

### Intento fallido de privatizar ELFEC
En septiembre de 2020, el ministro Murillo impulso, pese a no ser esa su competencia, la desnacionalización y reprivatización de la Empresa de Luz y Fuerza Eléctrica de Cochabamba a favor de los socios de COMTECO R.L., su último dueño antes de la nacionalización.
El gobierno de Áñez anunció el 14 de septiembre de 2020 la devolución de ELFEC a los cochabambinos. En los hechos, intentó revertir la nacionalización y privatizar ELFEC a favor de COMTECO, aunque Murillo desmintió que COMTECO fuera a ser el beneficiario de la operación.
Tras una crisis de gabinete, la destitución del procurador José María Cabrera y otros escándalos, las intenciones de realizar aquello se vieron reducidas a un Decreto que solicitaba un análisis exhaustivo sobre la situación de ELFEC como empresa privada y como filial de ENDE.

## Vesae también
- Juicios contra funcionarios del gobierno de Jeanine Áñez